# Tony Ronald

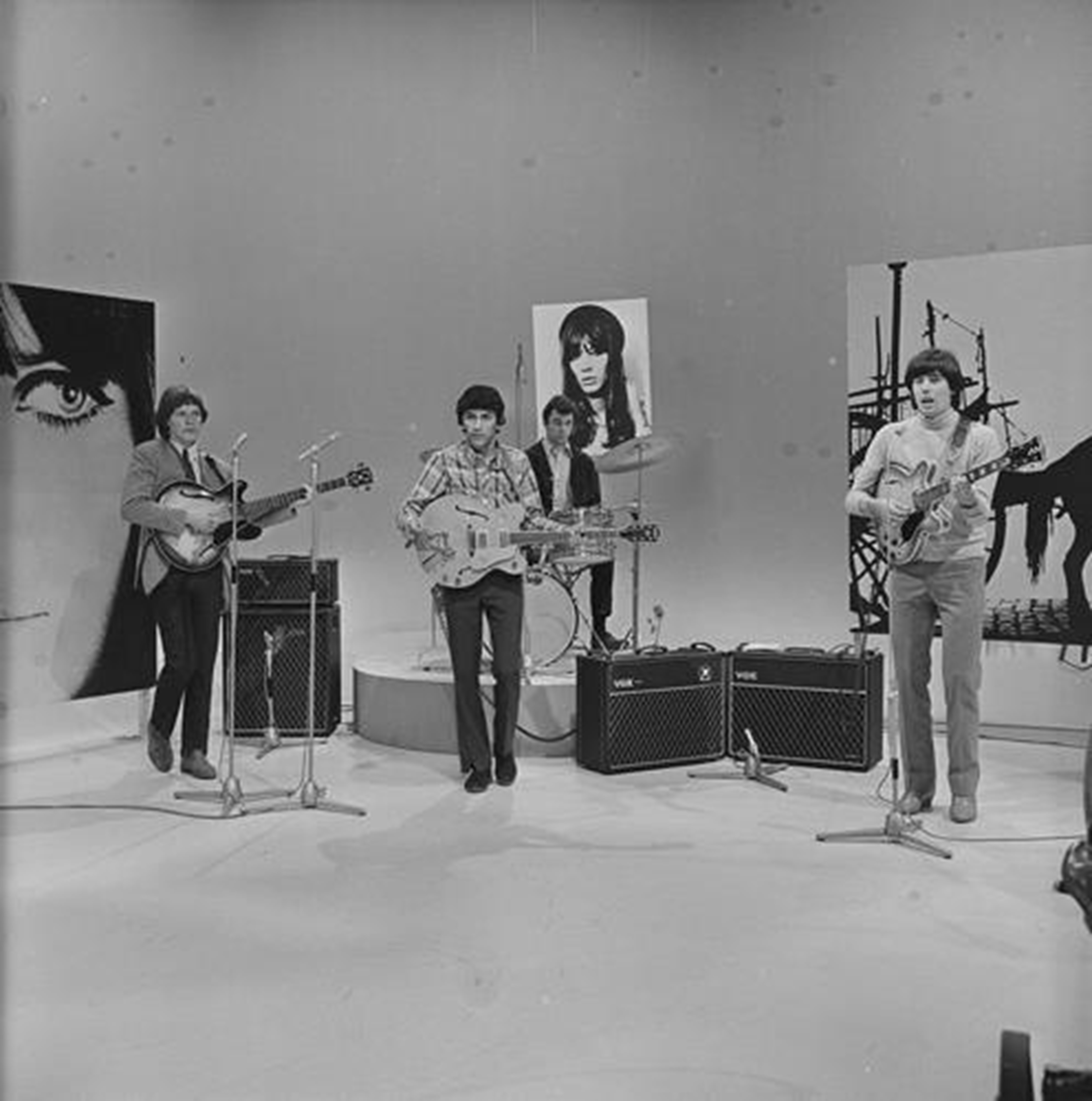
Tony Ronald y sus Kroner's (1966)

Tony Ronald, född den 27 oktober 1941 i Arnhem som Siegfried André Den Boer, död den 3 mars 2013, var en nederländsk popsångare som började sin karriär 1959 i Spanien.
Ronalds största framgång kom med låten Help (Get Me Some Help) från 1971. Den låg på första plats i två veckor på Tio i topp. Den spelades också in av Love Affair, och i happy hardcore-remix av Charly Lownoise & Mental Theo 1995 med titeln Wonderful Days. Uppföljaren Lonely Lady floppade.